# Olga Kalendarowa-Ochal
Olga Kalendarowa-Ochal (ur. 15 lipca 1985) – polska lekkoatletka, biegaczka długodystansowa, reprezentantka Polski.
Medalistka mistrzostw Ukrainy na różnych dystansach, w tym złoto w biegu na 20 kilometrów (2006).
Mistrzyni Polski w półmaratonie (2013).
Jest żołnierzem Wojska Polskiego.

## Kariera
W 2008 wyszła za mąż za polskiego długodystansowca Pawła Ochala. 21 września 2011 otrzymała polskie obywatelstwo, a od 2 kwietnia 2012 może reprezentować Polskę w międzynarodowych zawodach.
17 kwietnia 2016 zajęła trzecie miejsce w 9. edycji PKO Poznań Półmaraton. Około półtora miesiąca później, 8 czerwca, organizatorzy tego wydarzenia sportowego w oparciu o regulamin imprezy poinformowali o dyskwalifikacji oraz zakazie startu w biegach organizowanych przez poznański POSIR – PKO Poznań Maraton oraz PKO Poznań Półmaraton przez dwa lata. Powodem decyzji było wykrycie meldonium. Olga Kalendarowa-Ochal 9 czerwca wydała oświadczenie wyrażające zastrzeżenia wobec nałożonej sankcji. Dotyczyły one w pierwszej kolejności poinformowania jej o szczegółach procedury odwoławczej i umożliwienia złożenia wyjaśnień. W dalszej treści zaprzeczyła aby kiedykolwiek świadomie stosowała jakiekolwiek produkt aby poprawić swoje wyniki sportowe. Wyjaśniła, że zalecony wyłącznie w celu terapeutycznym przez lekarza lek zawierający wykrytą substancje stosowała w grudniu 2015, a więc jeszcze przed jego zakazaniem w dniu 1 stycznia 2016, jednocześnie zastrzegła, iż nie mogła w żaden sposób wiedzieć, że używa substancji zabronionej lub mogącej utrzymywać się w organizmie jeszcze w kwietniu 2016, niemniej jednak niezwłocznie zaprzestała stosowania leku gdy tylko powzięła informację, że będzie on zabroniony. Wskazała, iż w próbce z 17 kwietnia 2016 stężenie substancji w jej organizmie wyniosło: 0,109 ug/mL (109,73 ng/mL), co w jej ocenie świadczy, że została przyjęta przed 2016, a więc gdy było to jeszcze dopuszczalne. Na potwierdzenie swych twierdzeń przywołała odpowiednie zalecenia WADA (Światowej Agencji Antydopingowej). Komisja do Zwalczania Dopingu w Sporcie w zakresie przyznanych kompetencji, nie stwierdziła aby Olga Kalendarowa-Ochal naruszyła normy antydopingowe.

## Rekordy życiowe
- bieg na 10 kilometrów – 32:44 (2011)
- półmaraton – 1:12:47 (2012)
- bieg maratoński – 2:31:33 (2012)